# تصميم تحكم الاستبعاد
تصميم تحكم الاستبعاد أو تصميم التحكم المقيد هو تصميم بحثي يستخدم في التجارب التي يتم فيها ربط موضوعات البحث المتطابقة (ضمها معًا) من خلال تلقي نفس المحفزات أو الظروف.  في الإشراط الفعال يتلقى الشخص المقيد نفس المعاملة من حيث التعزيز أو العقوبة. 
تُستخدم تصميمات تحكم الاستبعاد في مجموعة متنوعة من التخصصات العلمية، بما في ذلك علوم التعلم،  علم النفس الاجتماعي،  وعلم وظائف الأعضاء النفسي. 

## مثال
| Irma Maes | Irma Maes | Jef Jacobs | Jef Jacobs |
| --------- | --------- | ---------- | ---------- |
| A         | U         | A          | U          |
| M         | D         | M          | D          |
| T         | R         | T          | R          |
| I         | G         | I          | G          |
| V         | S         | V          | S          |
| E         | N         | E          | N          |
| A         | P         | A          | P          |
| L         | M         | L          | M          |
| H         | F         | H          | F          |
| E         | I         | E          | I          |
| J         | K         | J          | K          |

في بحثه حول تأثير حروف الاسم، ابتكر عالم النفس التجريبي البلجيكي جوزيف نوتين تصميمًا تحكميًا مقيَّدًا وفيه يقوم اثنان من المشاركين بتقييم نفس الحروف بشكل منفصل. بعض الحروف من اسم المشارك الأول، وبعض الحروف من اسم المشارك الثاني، والبعض الآخر من باقي الحروف كان عشوائيا. والأهم من ذلك، أن المشاركين في التصميم التجريبي لا يدركون أنهم يختارون حروفًا من أسمائهم. في هذا التصميم، فإن أي اختلاف في التفضيل بين الأشخاص يجب أن يعتمد على ما إذا كان الحرف قد وقع باسمهم.
على سبيل المثال، بافتراض أن اسمي المشاركين هما إيرما مايس (Irma Maes) وجيف جاكوبس (Jef Jacobs)، كما هو مبين في الجدول؛ فإن المُحَفِّز الأول هو الحرفان (A وU): نلاحظ أن A هو الحرف الأخير من اسم Irma وحرف U ليس من اسمها. المُحَفِّز التالي هو الحرفان (M وD): أي الحرف قبل الأخير من اسم Irma وحرف ليس من اسمها. كما هو واضح في الجدول فهذا يتكرر على الحروف المتبقية من اسم Irma الأول. ثم تظهر حروف اسمها الأخير في ترتيب عكسي، وأخيرا تأتي حروف اسم Jef. وعُرض الجدول على المشاركين بدون ذلك التظليل الموجود فيه، وطُلِبَ من كل مشارك أن يقوم برسم دائرة حول حرفه المُفَضَّل من بين كل زوج من الحروف في أسرع وقت ممكن دون تفكير. وجد نوتين أن الناس يحبون حروف الأسماء بشكل ملحوظ، دون أن يدركوا ذلك. 

### ملحوظات
1. ↑  Salkind 2012.
2. ↑  Department of psychological and brain sciences, University of Iowa.
3. ↑  Bower & Clark 1969.
4. 1 2  Nuttin 1985.
5. ↑  Engel & Chism 1967.
6. ↑  Nuttin 1985، صفحات 354–355.